# Oszaka ostroma
Oszaka ostroma (大坂の陣; Ószaka no dzsin; Hepburn: Ōsaka no jin) 1614. november–december és 1615. május–június hónapjaiban zajlott fegyveres konfliktus volt a Tokugava Iejaszu vezette sóguni erők és a Tojotomi családhoz hű csapatok között. A konfliktus Tojotomi Hidejori halálával ért véget, és egyúttal a sógunátus köré csoportosuló ellenségeit is megtizedelték. A győzelem biztosította az Edo-bakufu további fennállását.

## Előzmények
A Hókódzsi-harang incidens eredményeképp a bakufu és a Tojotomi család viszonya rendkívül feszültté vált, Tokugava Iejaszu tanácsadói ultimátumot adtak át az Oszaka követeként eljáró Katagiri Kacumotónak, amit a Tojotomik elutasítottak, sőt magát Kacumotót is, miután a békekötés mellett érvelt, árulással vádolták meg, és elűzték a várból.
Ez 1614. október 2-án történt, ettől kezdve a két fél között hadiállapot állt fenn. A Tojotomik döntését, amellyel a háborút választották a behódolás helyett, Kondzsi-in Szúden, Iejaszu egyik vezető tanácsadója így kommentálta: "Oszaka az öngyilkosság mellett döntött" (大坂自滅の躰).
A Tojotomik ettől kezdve felgyorsították a háborús előkészületeket: a vár raktárait élelmiszerrel töltötték fel, leveleket küldtek az összes olyan daimjónak, akikről úgy vélték, számíthatnak a támogatásukra. A daijmók segítőkészsége igen csekélynek bizonyult, a legtöbben válaszra sem méltatták Oszakát, aki mégis, mint Hoszokava Tadaoki, azok is csak mentegetőztek, miért nem tudnak segíteni. Rónin, gazdátlan szamuráj viszont rengeteg jött, így azt lehet mondani, a valódi harci tapasztalattal rendelkező katonák a Tojotomi oldalon többen voltak. A különböző források 30 000–190 000 közé teszik az oszakai erő létszámát, általában a 100 000 az elfogadott becslés.
Az Oszakában összegyűlt sereg vezetői a következők voltak:
- Gotó Motocugu
- Szanada Nobusige
- Csószogabe Moricsika
- Móri Kacunaga
- Akasi Takenori (Kamon)

Ezen kívül jelen voltak olyan személyiségek is, mint Ótani Daigaku, a néhai Ótani Josicugu fia, Ban Naojuki, aki a puskás alakulatok parancsnokaként az egyik legrátermettebb vezérnek bizonyult, Hoszokava Okiaki, aki Hoszokava Tadaoki második fia volt, Masita Moricugu, a neves daimjó, Masita Nagamori fia, illetve Oda Júraku, Oda Nobunaga öccse.
Az oszakai vár védőinek vezetői között két, markánsan eltérő vélemény alakult ki a követendő taktikára vonatkozóan: az egyik oldal (Óno Harunaga vezetésével) bízott a vár bevehetetlen voltában és a védekezés mellett érvelt, míg a másik párt, amelynek Szanada Nobusige volt a szószólója, támadni akart. Végül a védekezés hívei kerültek fölénybe és az oszakai sereg megkezdte az ostromra való felkészülést.
Október 11-én Tokugava Iejaszu mindössze 500 katona kíséretében elhagyta Szunput s 23-án Kiotóba érkezett. Fia, a sógun, Tokugava Hidetada ugyanezen a napon indult el Edóból 60 000 főnyi sereg élén s november 10-én érkezett meg Kiotóba, csatlakozva apjához. Az oda időközben összegyűlt hatalmas sereget két részre osztva 15-én egyszerre indultak meg Oszaka felé, Iejaszu Jamato, Hidetada pedig Kavacsi tartomány felől közelítve meg a várat. November 18-án a vártól délre eső magaslaton, a Csauszujamán építették ki parancsnoki állásukat, ahol aznap haditanácsot is tartottak. Iejaszu véleménye az volt, hogy az ostrom el fog húzódni egészen tavaszig, ezalatt az idő alatt ellenerődöket kell építeni és kitartani, tavasznál korábban nem kerülhet sor támadásra. Fia, a forrófejűségéről ismert Hidetada az azonnali roham mellett érvelt. Közben megérkezett minden mozgósított daimjó serege, az ostromló had így mintegy 200 000 főre bővült. A sereg befejezte az ostromgyűrű kiépítését, az ostrom elkezdődött.

## Téli ostrom

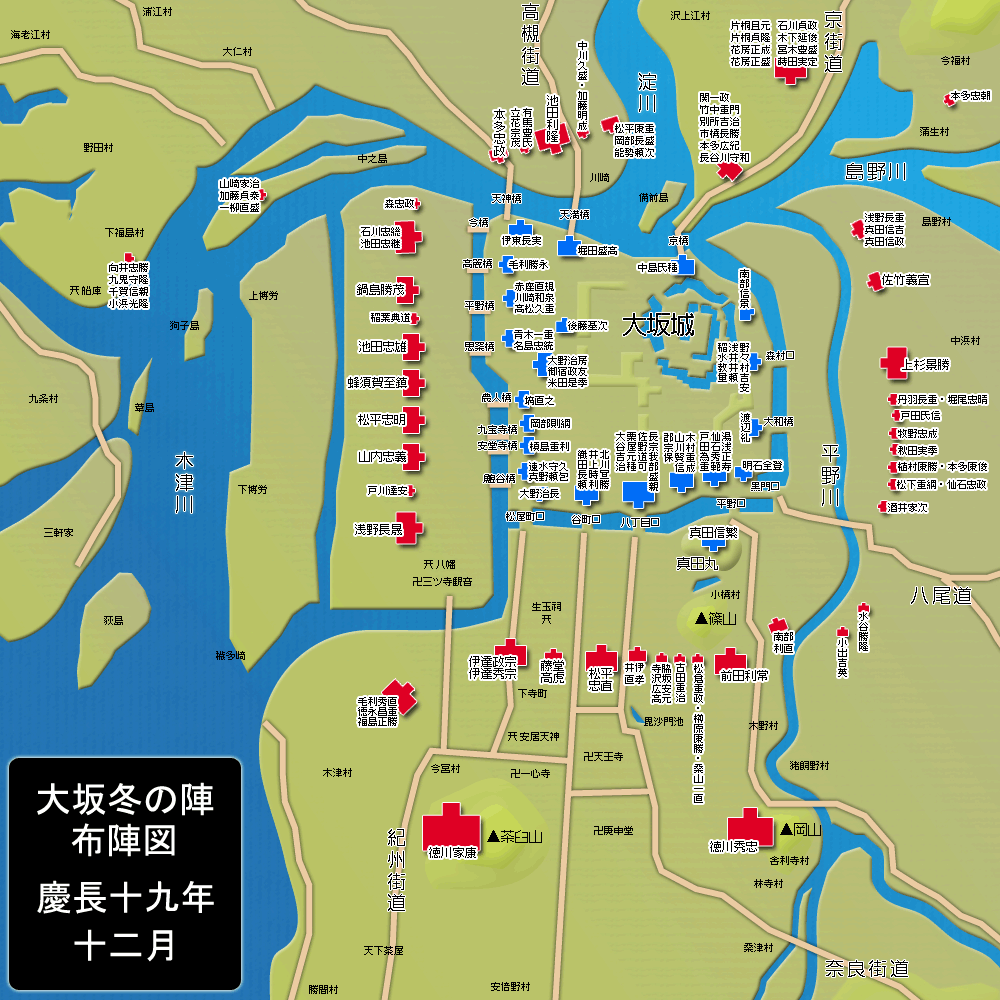
Oszaka téli ostroma

### Kezdeti hadi események
Az első összecsapásra november 19-én került sor, amikor Hacsiszuka Josisige felderítői azt jelentették uruknak, hogy a védők annyira bíznak az erődítések áthatolhatatlanságában, hogy elhanyagolják a védelmet. Engedélyt kért és kapott Iejaszutól a támadásra. A Kidzugavagucsi-bástya volt a támadás célpontja, a roham sikerrel járt, a bástya elesett, amivel a Tokugava-haderő tengeri utánpótlása lehetővé vált.
November 26-án került sor a Sigino-bástya elleni támadásra. Iejaszu előző nap Ueszugi Kagekacut bízta meg az akció végrehajtásával. A támadást ágyúzással akarták bevezetni, de elmérték a távolságot, így az hatástalan maradt. Az Ueszugi-had ekkor támadásba lendült, a Toyotomi-erő pedig visszavonult. A védők ellentámadása még aznap bekövetkezett, Óno Harunaga vezetésével. Az Ueszugi-csapatok igyekeztek megtartani kivívott pozíciójukat, elkeseredett küzdelem dúlt, a puskatűz zaja egészen Iejaszu sátráig hallatszott. Iejaszu parancsot adott Kagekacunak, hogy vonuljon vissza és engedje át a bástya védelmét Horio Tadaharu pihent csapatainak, amit az Ueszugi-daimjó háromszor is megtagadott. Végül a segédcsapatok oldaltámadásával az ellentámadást visszaverték, a bástya végleg a Tokugava-sereg kezébe került.
A Tojotomi-hajóhad Imafukunál állomásozott, a kikötőt a Noda-erőd védte, Óno Harunaga öccse, Harutane (Dóken) parancsnoksága alatt. Az ostromlók következő célpontja ez volt, abban a reményben, hogy a hajók elpusztításával és a kikötő elfoglalásával elvághatják Oszaka tengeri kijáratát. A Tokugava-flotta Kuki Moritaka és Mukai Tadakacu vezetésével, száz hajóval indított támadást, amivel szemben a védők mindössze húsz hadihajóval tudtak felállni. November 28-án a Tojotomi-flotta megsemmisült, másnap pedig Ikeda Tadacugu 5000 katonával lerohanta az erődöt is.
November 30-án a Tojotomi-sereg elpusztította a maradék bástyákat is, a védelmet a vár közvetlen környékére összpontosítva visszavonult.

### Csata a Szanada-sáncnál
Az oszakai vár háromszoros védőfallal volt körülvéve (honmaru, ninomaru, szannomaru), aminek a kiegészítéseként Szanada Nobusige elképzelései alapján egy föld- és cölöpsáncot építettek, ez volt a vár külső védelmi vonala.
December 3-án Iejaszu Tódó Takatorát támadással bízta meg, segítőjeként Ii Naotaka, Date Maszamune és Macudaira Tadanao lettek kijelölve. A védők azonban a futárok nyüzsgését látva sejtették, hogy valami történni fog s felkészülten várták a támadást.
Hajnali két órakor a Maeda-csapatok kezdték meg a támadást, őket követte az Ii- és a Macudaira-haderő. 4-kor a védőfalban felrobbant egy puskaporos láda, ezt a támadók belső árulásnak véve össztámadást indítottak. Ezt a Gotó Motocugu odaérkezésével tovább erősödött védők visszaverték, s amikor az Ii- és a Macudaira-csapatok is inogni kezdtek, Szanada Nobusige ellentámadást indított, nagy veszteséget okozva a támadók soraiban.
A Tokugava-csapatok délután 3-ig erőltették az előrenyomulást, ekkor az Ii visszaszorult, majd folyamatosan a többiek is. A Tokugavák több ezer katonát veszítettek, csak a Maeda 300-at, az ecsizeniek (Macudaira Tadanao serege) 480-at. Az oszakai téli ostromban a Tokugava-erők összveszteségének 80%-a ebben az ütközetben keletkezett.
Az ostrom utolsó nyílt összecsapására december 17-én került sor, amikor Ban Naojuki mindössze száz emberrel kitört az egyetlen épen maradt, a várárkon átívelő hídon, a Honcsó-basin. A hídfőt védő Tokugava-tábornok, Nakamura Sigekacu még páncélban sem volt, a sátrában pihent a támadáskor, a kitörő védők elsöpörték csapatait, ő maga is elesett. Az egész összecsapás még félóráig sem tartott, az oszakaiak még alaposan megtépázták az odaérkező Hacsiszuka-erőt is, majd visszavonultak.

### Ágyúzás és fegyverszünet
A kemény tél miatt a Tokugava-erők az elhúzódó ostromot igen megszenvedték, de a váron belül is hiány mutatkozott puskából és lőporból, élelem volt ugyan, de az ára 7-8-szoros volt. December 8-ától már folytak tapogatózó tárgyalások, amiket bentről Óno Harunaga támogatott, de Tojotomi Hidejori és anyja, Jodo-dono ellenzett. 9-étől Iejaszu minden éjjel ágyúztatott, 11-étől pedig már aknákat is ástak. December 16-án kezdődött meg a teljes ágyúzás. A vártorony (tensukaku) egyik oszlopát ellőtték, két szolgáló meghalt és az egész torony kissé megdőlt. A déli oldalt, az úrnő lakosztályait is eltalálták (a helyet állítólag Katagiri Kacumoto árulta el), 7-8 szolgáló meghalt. Ez az esemény nagyon megijesztette Jodo úrnőt, aki ettől kezdve egyre inkább hajlott a békés megegyezésre.
18-án újrakezdődtek a tárgyalások. Hidejori és a róninok parancsnokai nem akartak engedni, de Harunaga, Oda Nagamasza (Júraku) és Jodo-dono addig kérlelték, amíg beleegyezését adta hozzá. Minamoto no Joritomo példáját hozták fel neki, aki tudott várni a következő alkalomra és végül győzött. Iejaszu egyik mellékfelesége, Unkóin ment be a várba, s ott Jodo úrnő húgával, Dzsókóinnel tárgyalt. A fő tárgyalások később az ostromlók táborában folytak, ahol Unkóin mellé Honda Maszadzumi csatlakozott, a másik oldalt Dzsókóin képviselte.
December 20-án megegyezés született, ezen a napon Iejaszu beszüntette az ágyúzást. A fegyverszünetről szóló szerződést december 21-22-én írták alá. Iejaszu két feltételt támasztott a Tojotomi felé: 
- Az vár védelmi képességét csökkenteni kell, a belső vár (honmaru) megmaradhat, de a két külső várfalat le kell rombolni, a várárkokat fel kell tölteni
- Jodo úrnőnek nem kell túszként Edóba mennie, de Óno Harunaga és Oda Júraku túszt kell, hogy adjanak

Ennek fejében megígérte, hogy szavatolja Hidejori biztonságát, valamint amnesztiában részesíti a vár valamennyi védőjét.

### Következmények
Tokugava Iejaszu a béke megkötése után haladéktalanul visszatért a Kantóba, a feltételek betartásának ellenőrzésére bizalmi emberét, Honda Maszazumit hagyta a helyszínen. A megállapodás eredetileg úgy szólt, hogy a külső vár (szannomaru) lebontása a Tokugava illetékességébe tartozik, de a középső védvonalat (ninomaru) a Tojotomiknak kell lebontaniuk. Az oszakaiak talán úgy számoltak, hogy a rájuk eső rész végrehajtásának elhúzásával bőven tudnak időt nyerni majd, ám Maszazumi saját csapatain kívül a környék lakosságát is mozgósítva 1615 januárjában elbontatta mindkét várfalat, a várárkokat feltöltette, a valamikor bevehetetlennek tartott oszakai várat a belső várra csökkentve gyakorlatilag megsemmisítette annak védelmi erejét. Ez a lépés felbőszítette a Tojotomi család vezetőit, utat nyitva a további ellenségeskedés felé.

## Nyári ostrom

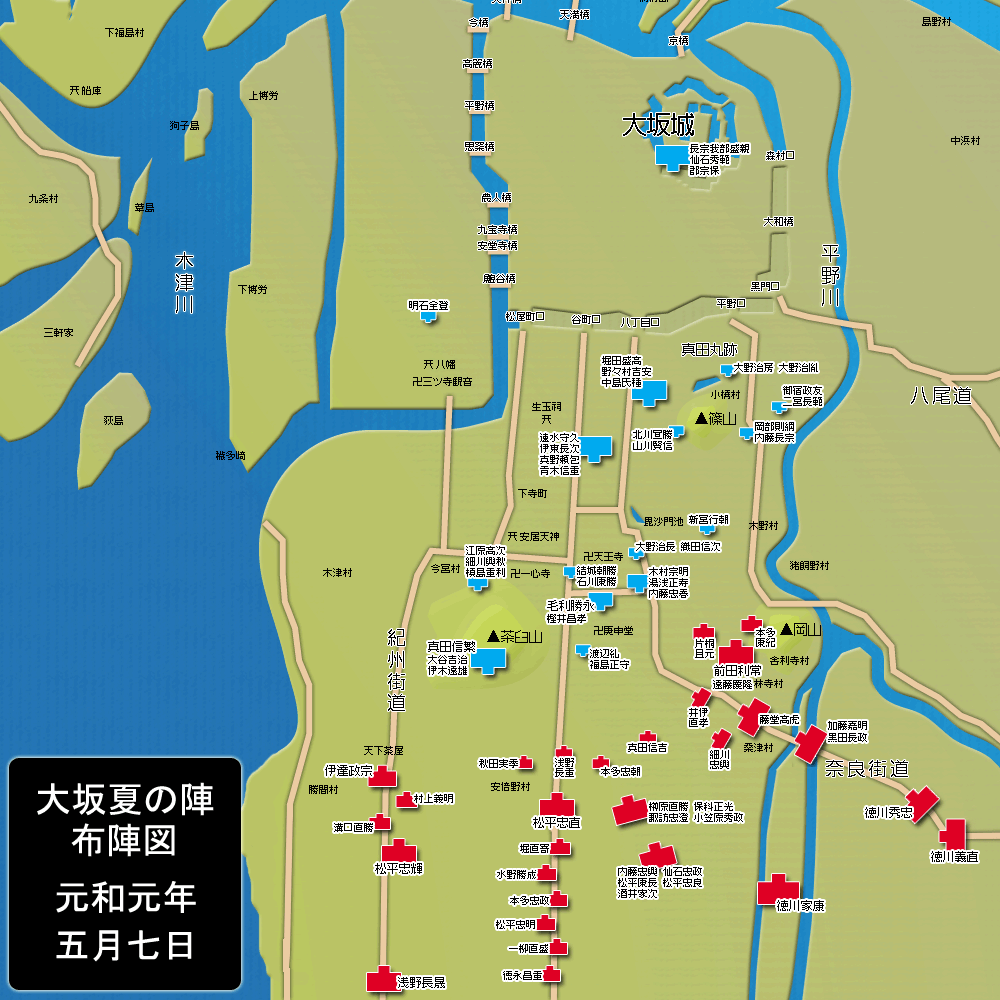
A tennódzsi csata, 1615. június 3-án

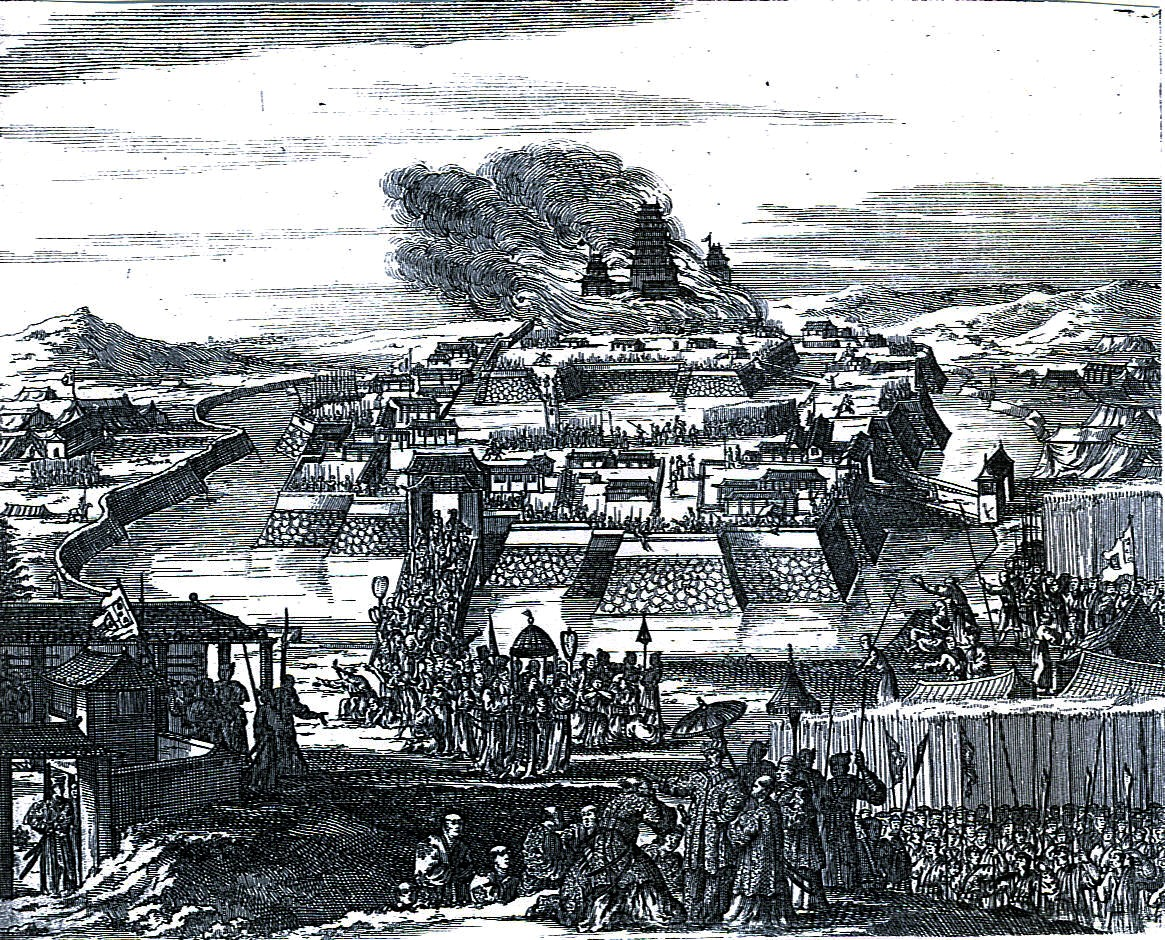
Az oszakai vár lángokban, illusztráció François Caron azonos című 1663-as könyvéből

1615-ben Iejaszu tudomására jutott, hogy Tojotomi Hidejori még több katonát gyűjt maga köré, mint novemberben, és megpróbálja megakadályozni a külső árok feltöltését. Csapatai többször megtámadták a Tokugava-erőket Oszaka közelében. Ban Danemon vezetésével megtámadták Asza Nagaakira vakajamai várát április 29-én. A védők kitörtek a várból és elkergették az ostromlókat. Június elején, mielőtt Hidejori konszolidálhatta volna a helyzetét, megérkeztek a sógunátusi csapatok. A június 2-i dómjódzsi csata során 2600 katonája csapott össze 23 000 támadóval. Gotó Motocugu megpróbált visszavonulni a köd védelmébe, de megölték a harcban és a csata elveszett. Szanada Jukimura és Data Maszamune seregei Honta-Rjónál találkoztak, és míg előbbi ki akarta kényszeríteni a harcot, utóbbi egyik vazallusa visszavonult a kifáradt sereggel.
Ugyanezen estén Csószokabe Moricsika és Tódó Takatora csaptak össze Jaónál. Ezalatt Vakaénél egy másik ütközet bontakozott ki Kimura Sigenari és Ii Naotaka között. Csószokabe győzelmet aratott, míg Kimura vesztett és maga is meghalt a csatában.
Több kisebb sógunátusi győzelem után a döntő ütközetre Tennódzsinál került sor. Tojotomi Hidejori minteegy 70 000 katonát vonultatott fel a Tokugavák ellen, akik 150 000 fős sereget mozgósítottak Tokugava Hidetada sógun vezetésével. A terv az volt, hogy míg szemből támadnak 50 000 katonával, addig Szanada Jukimura egy kisebb, kb. 15 000 fős erővel hátba támadja őket, és a két sereg közé szorult ellenséget felmorzsolják. Mindkét oldal több súlyos hibát is elkövetett, ám végül Szanada halála megtörte a Tojotomi-haderő morálját. Hidejori egy kisebb egységgel kisietett a várból, azonban túl későn, és hamarosan visszakergették. Nem volt már elég embere a védelem megszervezésére, és a tüzérség tüze hamarosan lángba borított az erődöt. Hidejori szeppukut követett el, ezzel véget ért az ostrom.

## Következmények
Hidejori fiát, a 8 éves Tojotomi Kunimacut elfogták, és Kiotóba vitték, ahol lefejezték. Lánya, Naahime elkerülte ezt a sorsot, őt később a kamakurai Tókeidzsi templomba adták apácának. Tojotomi Hidejosi sírját elpusztították, a kiotói Tojokuni szentéllyel egyetemben. Csószokabe Moricsikát május 11-én fejezték le. A bakufu egyúttal megszerezte Tojotomi korábbi birtokát, 650 000 koku éves jövedelemmel. Oszakát hanná szervezték és Macudaira Tadajosi kapta meg. 1619-ben azonban megszüntették az oszakai hant és helyette egy bugjó (Tokugava-hivatalnok) irányítása alá került. Az Edo-kor hátralévő részében változatlanul az is maradt. A Tojotomi családot ezután hivatalosan is felszámolták.